# Bondleigh
Bondleigh – wieś w Anglii, w hrabstwie Devon, w dystrykcie West Devon.